# Aaron Venable Brown
Venable Aaron Brown (15 agosto 1795 – Washington, 8 marzo 1859) è stato un politico statunitense.

## Biografia
Fu il diciassettesimo direttore generale delle poste degli Stati Uniti durante la presidenza di James Buchanan (15º presidente).
Nato nella contea di Brunswick stato della Virginia, studiò all'Università della Carolina del Nord a Chapel Hill. Fu governatore dello stato del Tennessee ed in seguito direttore delle poste sino alla sua morte. Il corpo venne poi seppellito all'Olivet Cemetery a Nashville. Celebri i suoi discorsi che vennero poi pubblicati.